# 4790 Petrpravec
4790 Petrpravec је астероид главног астероидног појаса. Приближан пречник астероида је 17,62 ,
а средња удаљеност астероида од Сунца износи 2,628 астрономских јединица (АЈ).
Инклинација (нагиб) орбите у односу на раван еклиптике је 12,733 степени, а орбитални период износи 1556,846 дана (4,262 године). Ексцентрицитет орбите астероида износи 0,083.
Апсолутна магнитуда астероида износи 11,80 а геометријски албедо 0,108.
Астероид је откривен 9. августа 1988. године.